# アンティオキア

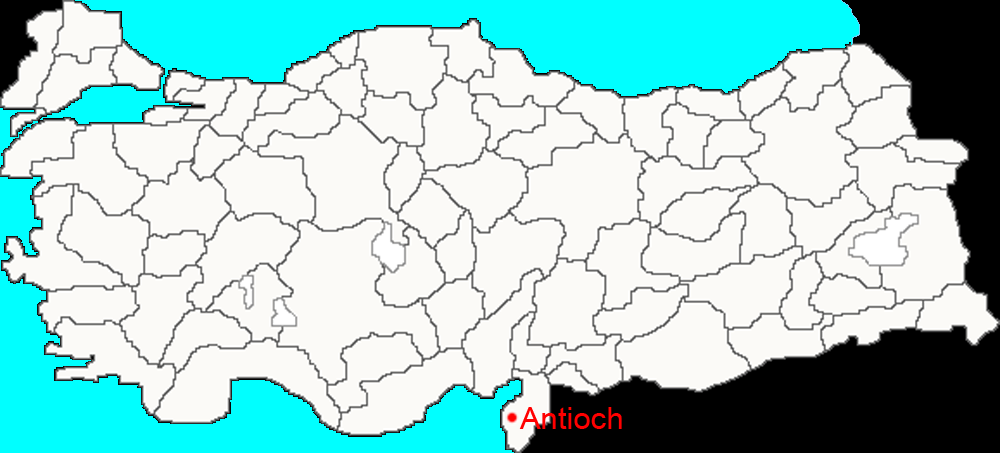
アンティオキアの位置

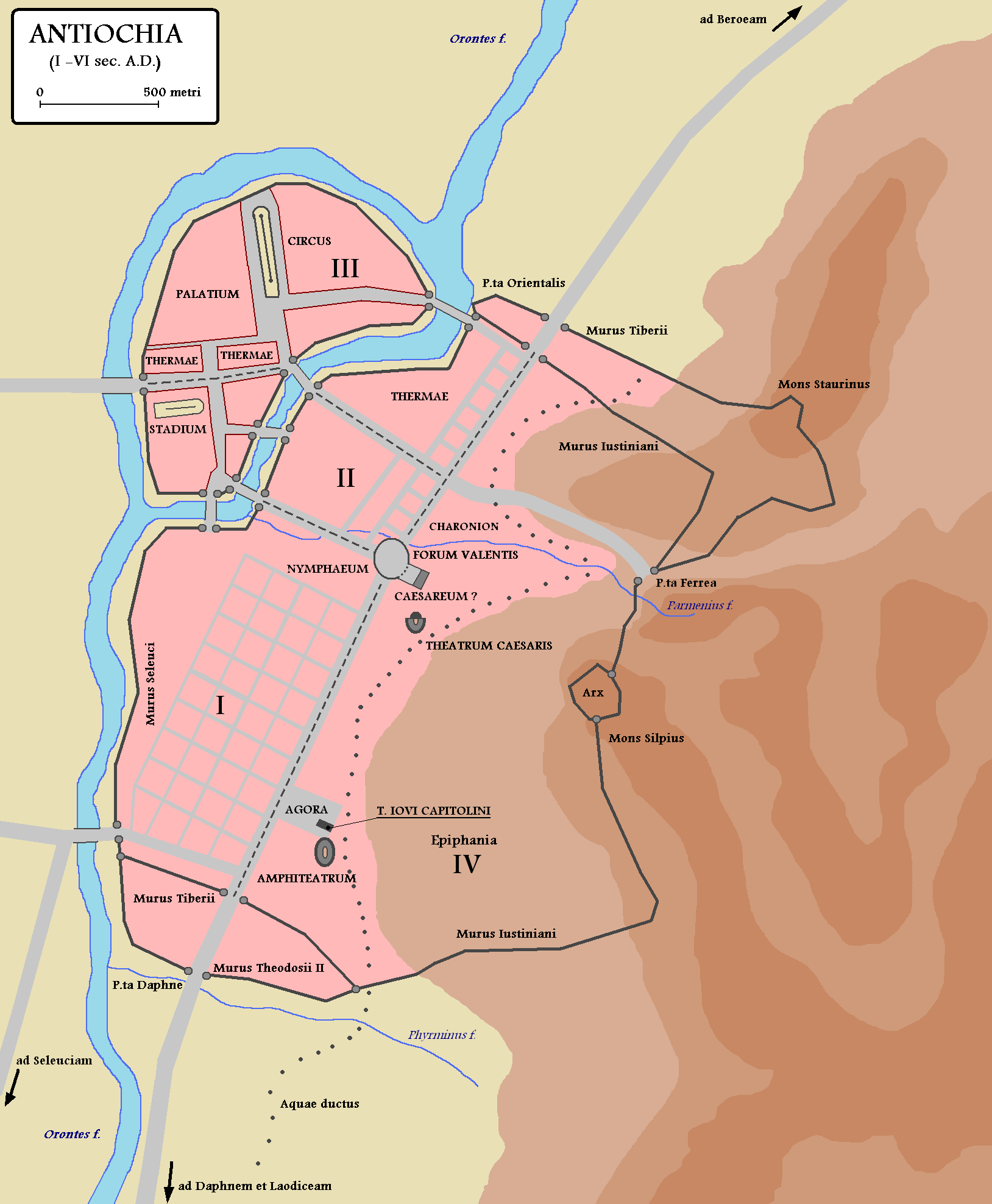
1世紀から6世紀のローマ帝国支配下のアンティオキア。平地には大きな市街地が広がり、西にはオロンテス川が、東にはシルピウス山があり難攻不落を誇った

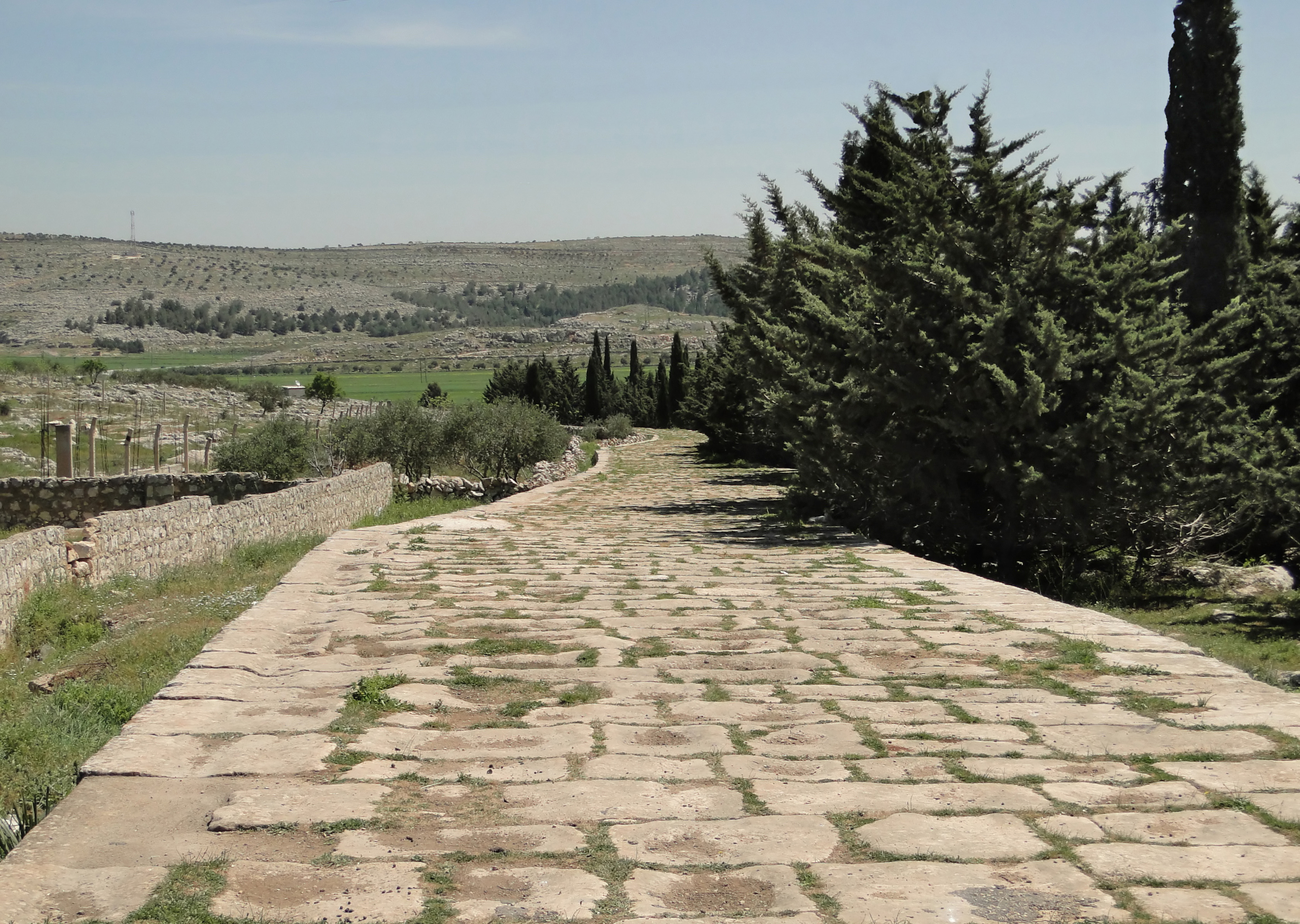
アンティオキアからハルキスへ続くローマ街道

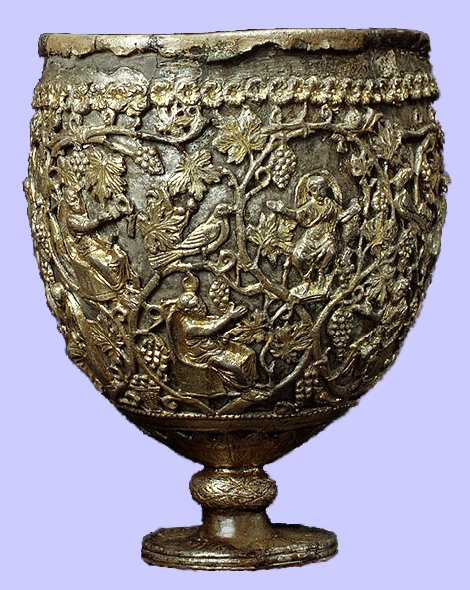
6世紀前半の作品

アンティオキア（ギリシア語: Αντιόχεια）は、セレウコス朝のセレウコス1世が父アンティオコスを記念して建設し、各地に存続したギリシア語の都市名。シリアのアンティオキアが有名。『口語訳聖書』や、第三版までの『新改訳聖書』ではアンテオケと表記する。
シリアのアンティオキアは、古代の西シリア、オロンテス（現アシ川）河畔に建設された都市。ヘレニズム時代のセレウコス朝シリア王国の首都、ローマ時代のシリア属州の州都として栄えた。シルクロードの出発点として知られる。一般に用いられる「アンティオキア」はヘレニズム時代以降のギリシャ語発音で、古典ギリシャ語読みの「アンティオケイア」が用いられることもある。ローマ時代はAntiochiaアンティオキーアと呼ばれた。なお現代音では「アンディオヒア」という表記が近い。

## シリアのアンティオキアの歴史
セレウコス朝シリア王セレウコス1世ニカノルが、父アンティオコスを記念して建てた16の都市のうちの1つ。イプソスの戦いに勝利した後の紀元前300年に開基された。アンティオキアはセレウコス朝の首都となり、最も栄えたヘレニズム都市となった。セレウコス朝がローマに滅ぼされた後も、ローマ、アレクサンドリアに次ぐローマ帝国第三の都市として栄えた。
初期キリスト教の時代には、パウロの異邦人布教の拠点となった都市であり、キリスト教がギリシア文化の影響を受けて発展した地でもある。新約聖書『使徒行伝』11章26節によればキリスト者（クリスチャン）という呼称はこの地で初めて用いられたとされる。また現代の研究者によれば新約聖書『マタイによる福音書』の成立地として有力視される。
後にキリスト教がローマ帝国に公認されるようになって以降は、アンティオキアがローマ、コンスタンティノポリス、アレクサンドリア、エルサレムと並ぶ五大総主教座の一つとなり、シリア地域の政治・経済・宗教・文化の中心地として栄えた。現在も東方教会にはアンティオキア正教会やアンティオキア総主教庁の名称を持つ教会が複数あるが、実際の活動はシリアのダマスコスや他の都市に移されている。
526年5月29日の大地震で壊滅的な打撃を受け25-30万人にも上る犠牲者を出した。その後再建はなされたもののかつての偉容は甦らず、サーサーン朝ペルシアに度々攻撃されるなどしたために衰退がはじまった。7世紀に東ローマ帝国がイスラム帝国に敗れてシリアを喪失した後には、アンティオキア周辺は両帝国の争奪の前線となり荒廃し、アンティオキアは北シリアの地方都市となった。
969年に東ローマ帝国が奪還するが、1084年に再びムスリムの王朝セルジューク朝に征服された。1096年に派遣された第1回十字軍は半年以上にわたったアンティオキア攻囲戦でアンティオキアを征服しこの地にアンティオキア公国を建設するが、1268年にマムルーク朝に奪われた。
1516年、オスマン帝国がマムルーク朝を滅ぼしてこの町を征服すると、オスマン帝国アレッポ州の一地方都市となった。第一次世界大戦後フランス委任統治領シリアに編入されたが、トルコ系住民がシリアからの分離運動を起こし、1939年にトルコ共和国に編入された。
現在はトルコのハタイ県の県庁所在地であり、アンタキヤと呼ばれる。

## 五大総主教座のおかれた都市およびダマスコスの位置
- アンティオキア北緯36度12分17秒 東経36度10分54秒 / 北緯36.204722度 東経36.181667度座標: 北緯36度12分17秒 東経36度10分54秒 / 北緯36.204722度 東経36.181667度}
- ローマ北緯41度53分35秒 東経12度28分58秒 / 北緯41.893056度 東経12.482778度
- コンスタンティノポリス北緯41度00分50秒 東経28度57分20秒 / 北緯41.013889度 東経28.955556度
- アレクサンドリア北緯31度11分51秒 東経29度53分33秒 / 北緯31.1975度 東経29.8925度
- エルサレム北緯31度47分00秒 東経35度13分00秒 / 北緯31.783333度 東経35.216667度
- ダマスコス北緯33度30分47秒 東経36度17分31秒 / 北緯33.513056度 東経36.291944度